# 동사수창록
동사수창록(東槎酬唱錄)은 1763년 일본에 통신사로 파견된 조엄, 이인배, 김상익, 남옥, 성대중, · 원중거, 김인겸, 홍선보 등 8 인의 시를 묶은 시집이다. 대전광역시 유성구에 있는, 조선시대 후기 일본통신사, 무역, 국제교류 등의 역사적 정황을 파악할 수 있는 자료이다. 2012년 6월 22일 대전광역시의 유형문화재 제48호로 지정되었다.

## 개요
조선시대 후기 일본통신사, 무역, 국제교류 등의 역사적 정황을 파악할 수 있는 자료로 사료적 가치가 높음. 또한 조선시대 대일외교사 연구는 물론 한문학 연구에도 활용될 수 있다.

## 참고 문헌
- 동사수창록 - 국가유산청 국가유산포털